# أبو سعد السمان
أبو سعد السمان حافظ حنفي معتزلي مكثر من التصنيف.

## نشأته
إسماعيل بن علي بن الحسين بن زنجويه الرازي ( 447 هـ - 1055 م)، أبو سعد السمان الحافظ الحنفي: حافظ متقن معتزلي. كان شيخ المعتزلة وعالمهم ومحدثهم في عصره. قال عنه سير أعلام النبلاء: «الإمام الحافظ ، العلامة البارع، المتقن أبو سعد إسماعيل بن علي بن الحسين . وقيل في جده : الحسين بن محمد بن زنجويه الرازي السمان. ولد سنة نيف وسبعين وثلاثمائة.. مات الزاهد أبو سعد إسماعيل بن علي السمان في شعبان سنة خمس وأربعين وأربعمائة ، شيخ العدلية وعالمهم ، وفقيههم ومحدثهم ، وكان إماما بلا مدافعة في القراءات ، والحديث والرجال ، والفرائض والشروط ، عالما بفقه أبي حنيفة ، وبالخلاف بين أبي حنيفة والشافعي ، وفقه الزيدية.».

## شيوخه وطلابه
سمع محمد بن عبد الرّحمن المخلّص ببغداد، وخَلقًا كثيراً.
روى عنه الخطيب، والكتّانيّ، وأبو عليّ الحدّاد، وغيرهم.
قيل: بلغت شيوخه ثلاثة آلاف وستمائة، وعاش حياته كله لم يكن لأحد عليه منة ولا يد، في حضره ولا سفره.

## مذهبه
وكان على مذهب البَهْشَميّة من المعتزلة؛ أي: مذهب أبي هاشم بن أبي علي الجُبّائي.
وصنّف كتبًا كثيرة ولم يتأهل قطّ.
وقال الكتّانيّ: كان من الحُفّاظ الكِبار، زاهدًا عابدًا يذهب إلى الاعتزال.
قال أبو سعد السّمّان: من لم يكتب الحديث لم يتغرغر بحلاوة الإسلام.
وقد روى الذهبي من طريقه قولَ علي بن أبي طالب: خير هذه الأمة بعد نبيّها أبو بكر، وعمر.
ثم روى الذهبي من طريقه أيضاً قولَ الحافظ عبد الرزاق بن همّام الصنعاني: ما رأيت أحسن صلاة من ابن جريج، أخذ عن عطاء، وأخذ عطاء عن ابن الزبير، وأخذ ابن الزبير، عن أبي بكر الصديق، وأخذها أبو بكر عن النبي - صلى الله عليه وسلم - وأخذها عن جبريل عن الله عز وجلّ.

## مؤلفاته ووفاته
قال الذهبي: وقع لنا من تأليفه «المسلسلات»، و «الموافقة بين أهل البيت، والصّحابة».
ومن كتبه أيضاً (سفينة النجاة) في الإمامة، و (تفسير) في عشر مجلدات.
وقد شاهد ابن العديم نسخة من  معجم أبي سعد السمان بخط الزمخشري، وفيها أن وفاته كانت بمدينة الريّ عن 74 سنة ليلة الأربعاء 24 شعبان 445 هـ وهي الموافقة 8/ 12/ 1053. فتكون ولاته 371 هـ وهي الموافقة 981 أو 982.